# Лудвиг Холберг
Лудвиг Холберг, барoн Холберга (3. децембар 1684 – 28. јануар 1754) био је писац, есејиста, филозоф, историчар и драмски писац рођен у Бергену у
Норвешкој, у доба Данско-норвешке дуалне монархије. Писао је под утицајем хуманизма, просветитељства и барока. Холберг се сматра оснивачем модерне данске и норвешке књижевности, а најпознатији је по комедијама које је написао 1722. и 1723. године за позориште Лиле Гренегаде у Копенхагену. Холбергова дела о природном и обичајном праву читали су многи дански студенти права преко две стотине година, од 1736. до 1936. године.

## Студије и подучавање
Холберг је био најмлађи од шест браће. Његов отац, Кристијан Нилсен Холберг, умро је пре него што је Лудвиг напунио годину дана. Школовао се у Копенхагену и годинама је био наставник на Универзитету у Копенхагену. У то време, он је започео своју успешну каријеру као писац, пишући прву од низа комедија.
Почео је да студира теологију на Универзитету у Копенхагену, а касније је предавао право, историју и језик. Он није био посебно заинтересован за теологију као каријеру, па се одлучио за attestats (слично факултетској дипломи основних студија данас), који му је омогућавао да ради као свештеник; није се опробао у основним, магистарским или докторским студијама из овог предмета, нити је наставио каријеру као професор теологије, свештеник или бискуп. У Холберговој младости било је уобичајено студирати теологију и специјализирати се према властитој жељи, на пример у грчком, латинском, филозофији или историји. Како би се постало адвокат, нормално је било студирати у иностранству. Године 1736. основане су основне студије права на Универзитету у Копенхагену, студије које ће се наставити следећих 200 година, а за које је Холбергов рад остао уобичајени материјал за читање током овог времена. Холберг је формално именован за асистента након што је прво радио то исто без плате. Морао је да прихвати прву доступну позицију, која је била предавач метафизике. Касније је постао професор и подучавао реторику и латински. Коначно је добио професорску позицију на предмету који је највише ценио и у ком је био најпродуктивнији, на историји.
Холберг је био добро образован и доста је пропутовао. У својој адолесценцији, обишао је велике градове у земљама као што су Холандија и Француска, и кратко време је живео у Риму; као и дуже време у Оксфорду, Енглеској (1706–1708.), што је било ретко у то време, с обзиром на то да је интелектуални живот био усредсређен на континенталну Европу. Није формално био примљен на Оксфордски универзитет, али је тамо проводио време користећи библиотеке и учествујући у дискусијама на енглеском са енглеским студентима.

## Дела
Холбергова путовања била су главна инспирација његовим каснијим радовима - oд тих искустава сазрео је и уметнички и морално. Холберг је био инспирисан старим латинским комедијама и новијим француским комедијама које је гледао у Паризу и уличним позориштима у Риму.
Његова дела се могу поделити у три периода, први, током ког је он углавном писао о историји (1711–1718. године); други, током ког је писао углавном сатиричну поезију и сценске комедије (1719–1731. године); и трећи, када је углавном писао о филозофији (1731–1750. године). Његова богата продукција комедија током средњег периода била је обликована његовом улогом кућног драматурга у првом данском јавном позоришту, отвореном у Копенхагену 1721. године. Ове комедије су радови на којима његова слава почива данас, и оне су билe моменталан и огроман успех. Међутим, сиромаштво проузроковано Копенхагенском ватром из 1728. године донело је талас депресије и пуританства, који се сукобио са Холберговим сатиричним делима, и као последица тога, одустао је од својих комедија, прелазећи на филозофске и историјске списе 1731. године. Холбергов једини роман, сатирични научно фантастични/фантазијски роман Подземна путовања Нилса Клима првобитно је објављен на латинском језику 1741. године као Nicolai Klimii Iter Subterraneum.

## Идеологија
У Паризу, Холберг је упознао данског научника Јакува Винслева, који је био католик. Винслев је безуспешно покушао да покатоличи Холберга. Холберг је уживао у дебати, али се у Копенхагену јавила гласина да је Холберг постао католик као Винслев, и као последица тога, сматрао је да је то потребно демантовати данској јавности, па је у неколико наврата дао глас анти-католичким ставовима.
Холберг је критиковао школске доктрине у хришћанству, тврдећи да "деца морају бити претворена у мушкарце, пре него што постану хришћани"  и да "Ако неко научи теологију пре него што научи да постане човек, човек никада неће постати човек." 
Холберг је веровао у унутрашњу божанску светлост ума и њему је било важно да први циљ образовања буде да научи ученике да користе своја чула и интелект, уместо да бескорисно памте школске књиге. Ово је било ново, модерно разумевање питања религије, и показује да је био човек доби просветитељства. Холберг је био заинтересован за интелект јер је осећао да је то оно што повезује друштво. Питао се и зашто има толико зла на свету, поготово када се сви могу препустити разуму. Могло би се рећи да се дистанцирао од религиозног објашњења зла и прихватио рационално/емпиријско објашњење, а то је важно због његовог статуса аутора; како у његово време тако и у наше.
Холберг је био отворен за критике Библије, а Холбергова верска опредељеност била је, углавном, деизам. Он је критиковао идеју првобитног греха, уместо тога подржавајући идеју човекове слободне воље.
Холберг је делкарисао да је намера његовог ауторства била просвећивање људи бољем друштву. Ово се такође поклапа са сликом Холберга као просветитеља. Важно је напоменути да је Холберг уживао у већим градовима са дубоком културом - мали градови и природа га нису занимали.
Као и многи учени људи његовог времена, Холберг је такође утицао на науку. Холберг је сматрао да наука треба да буде индуктивна (кроз искуство изграђено на посматрањима) и практична за употребу. Један од примера је његов Betænkning over den nu regierende Qvæg-Syge (Меморандум о преовлађујућој болести говеда) из 1745. године, у којем он наводи да је болест узрокована микроорганизмима.

## Холбергове финансије

### У младости
Холберг је морао да живи скромним животом у младости и раној одраслој доби. Зарађивао је као тутор и сапутник племству и покушао да ради као приватни спортски тренер на универзитету. Добио је додатну подршку у виду кредита да би путовао на друге универзитете у другим држава, пре свега протестантске универзитете, али ово је био услов који он није поштовао, јер је тражио места где су дискусије биле најгласније, а искуства највећа.
Током свог боравка у Енглеској, Холберг је спазио академско писање и по повратку почео да пише о историји. Касније је писао и о природном и међународном праву, вероватно по позиву једног старијег професора који га је упоредио са ауторима природног и међународног права, као што су Хуго Гроције и Самуел Пуфендорф .
Да би остварио што већу зараду, Холберг је објавио сопствена дела и продао их као радове под претплатом заинтересованим људима, било као везане или слободне листове. Холберг је такође покушао код издавача у Норвешкој, са релативним успехом. Тамо је његова књига о природном и међународном праву штампана у неколико издања, али му није донела финансијске добитке.

### Инвестиције
Холберг је живео скромно и могао је да уложи велики део профита од продаје својих књига на страну и позајми их или их уложи у активније подухвате. Неколико пута је у својим списима критиковао грађане и племиће који су своје ресурсе користили на непродуктивне начине. Он је јео разумно и није користио свој новац како би га други људи возили. Рекао је да је његово пешачење разлог што је могао да држи маларију, која га је мучила на југу, под контролом.
Када је закључио да свој новац може да искористи за боље послове од трговине, почео је да инвестира у некретнине. Његова прва велика куповина некретнина, Брорупгорд близу Хавребјерга, догодила се у фазама; прво је посудио новац тадашњем власнику, а касније је преузео саму фарму.
Неколико година касније, Холберг је купио и Терслесегард од Дианалунда и то је једина његова имовина која је сачувана јер су други објекти у Бергену, Копенхагену и Хавребјергу или спаљени или срушени.

### Академија Суре и Холбергов тестемент
Холберг је био и неожењен и без деце, али на крају свог живота имао је мало богатство. Желео је да остави наслеђе и своје имање је оставио Академији Суре која је била краљевска академија јахања, са циљем да се на универзитетском нивоу створи институција за младиће који долазе из племства. Холберг је подржао идеју академије, разрадио савете о томе који академски правац би био потребан. Краљев надгледник га је замолио да неке професоре упути у школу. Утицајни писац просветитељства Јенс Шилдеруп Снедорф именован је за професора на Академији Суре по Холберговом захтеву.
Споразум са краљем је подразумевао то да ће Холберг бити ослобођен плаћања пореза од било каквих прихода са пољопривредних газдинстава у његовом власништву, јер износ који је дониран школи треба да буде већи од износа који би платио порезима. Истовремено, он је стекао титулу барона Холберга.
Холбергов ковчег, дело Јоханеса Видевелта, може се видети у цркви манастира Суре.

### Примери Холберговог финансијског управљања
Из Холбергове преписке се може видети да је био врло конзервативан с новцем за који је мислио да неће бити од користи; на пример, био је против повишице плате педагогу Хавребјерга.
Холберг је неколико пута коментарисао да је вољан да користи новац ако се користи у добре сврхе, на пример, он би користио новац за лекове и залихе за раднике на његовој фарми ако би патили од повреде или болести.
Када је академија имала велике економске потешкоће, јер је финансирање било веома ограничено, Холберг се сложио да помогне финансирање академије (на академији Суре) док је био жив.

## Признања
Норвежанин Едвард Григ саставио је Свиту Холберг (опус 40) у част Холберга. Свита је у стилу сеоских плесова из Холберговог времена. Године 1911. Јохан Халворсен је компоновао случајну музику за продукцију Холберговог Барселстуена у Ослу. Халворсен је касније аранжирао музику у свој Ансиен свити оп. 31 коју је посветио сећању на Холберга.
Норвешки Универзитет у Бергену додељује Холбергову међународну меморијалну награду. Награда од 4,5 милиона круна (око 520.000 €) додељена је Јулији Кристевој 2004. године, Јиргену Хабермасу 2005. и Шмуелу Ајзенштаду 2006. године.
На северу острва Ванкувер у Британској Колумбији у Канади, налази се град по имену Холберг. Основали су га дански имигранти 1907. године.
Опера Дена Шора Леп младожења, за шест сопрана, базирана је на Холберговој последњој представи, Den forvandlede Brudgom. 
У центру Бергена у Норвешкој налази се статуа Холберга и булевар који носи његово име (Holbergsallmenningen). Кратер на Меркуру је назван по њему.

## Писани радови

### Комедије
- Den Politiske Kandestøber, 1722.
- Den vægelsindede, 1722.
- Jean de France eller Hans Frandsen, 1722.
- Jeppe på bjerget eller den forvandlede Bonde, 1722.
- Mester Gert Westphaler, 1722.
- Barselstuen, 1723.
- Den ellefte Junii, 1723.
- Jacob von Tyboe eller den stortalende Soldat, 1723.
- Ulysses von Ithacia, 1723.
- Erasmus Montanus eller Rasmus Berg, 1723.
- Don Ranudo de Colibrados, 1723.
- Uden Hoved og Hale, 1723.
- Den Stundesløse, 1723.
- Hexerie eller Blind Allarm, 1723.
- Melampe, 1723.
- Det lykkelige Skibbrud, 1724.
- Det Arabiske Pulver, 1724.
- Mascarade, 1724.
- Julestuen, 1724.
- De Usynlige, 1724.
- Diderich Menschenskraek, 1724.
- Kildereisen, 1725.
- Henrich og Pernille, 1724–1726.
- Den pantsatte Bondedreng, 1726.
- Pernilles korte Frøkenstand, 1727.
- Den Danske Comoedies Liigbegængelse, 1727.
- Den honette Ambition, 1731.
- Den Forvandlede Brudgom, 1753.
- Plutus eller Proces imellom Fattigdom og Riigdom, 1753.
- Husspøgelse eller Abracadabra, 1753.
- Philosophus udi egen Indbildning, 1754.
- Republiqven eller det gemeene Bedste, 1754.
- Sganarels Rejse til det philosophiske Land, 1754.

### Песме
- Peder Paars, 1720.
- fire Skæmtedigte, 1722.
- Metamorphosis eller Forvandlinger, 1726.

### Романи
- Nicolai Klimii iter subterraneum, 1741. (на дански превео Ханс Хагеруп 1742. године као Niels Klims underjordiske Rejse.)

### Есеји
- Moralske Tanker, 1744.
- Epistler, 1748–54.
- Moralske Fabler, 1751.
- Tre latinske levnedsbreve, 1728–1743.

### Историјска дела
- Introduction til de fornemste Europæiske Rigers Historier, 1711.
- Morals Kierne eller Introduction til Naturens og Folke-Rettens Kundskab, 1716.
- Dannemarks og Norges Beskrivelse, 1729.
- Dannemarks Riges Historie, 1732–35.
- Den berømmelige Norske Handel-Stad Bergens Beskrivelse, 1737.
- Almindelig Kirke-Historie, 1738.
- Den jødiske Historie fra Verdens Begyndelse, fortsat til disse Tider, 1742.
- Adskillige store Heltes og berømmelige Mænds sammenlignede Historier, 1739–53.
- Adskillige Heltinders og navnkundige Damers sammenlignede Historier, 1745.